# فیات ۲۰–۱۶ اچ‌پی
فیات ۲۰–۱۶ اچ‌پی (Fiat ۱۶-۲۰ HP) خودرویی است که در سال‌های ۱۹۰۳ تا ۱۹۰۶/>۶۹۱ producedدر تورین و ایتالیا تولید شده‌است.
طراحی آن خودروهای موتور جلو-محور عقب بوده طول آن در حالت طبیعی ۳٬۲۵۰ میلیمتر (۱۲۸ اینچ)، عرض آن در حالت طبیعی ۱٬۴۶۰ میلیمتر (۵۷ اینچ)، ارتفاع آن در حالت طبیعی ۲٬۳۵۰ میلیمتر (۹۳ اینچ) و وزن آن در حالت طبیعی ۹۵۰ کیلوگرم (۲٬۰۹۴ پوند) است.
موتور آن ۴۱۷۹ سی‌سی است.